# Ted Lieu
Ted W. Lieu [ˈluː], född 29 mars 1969 i Taipei, är en amerikansk demokratisk politiker. Han är ledamot av USA:s representanthus sedan 2015.
Lieu utexaminerades 1991 från Stanford University och avlade 1994 juristexamen vid Georgetown University, varefter han tjänstgjorde i auditörskåren i USA:s flygvapen. Han besegrade republikanen Elan Carr i mellanårsvalet i USA 2014.
Lieu och hans fru Betty Lieu (tidigare Kaliforniens vice justitieminister) bor i Torrance, Kalifornien, med sina två söner, Brennan och Austin.